# PGA歐洲巡迴賽
PGA歐洲巡迴賽是於1972年成立的一個高爾夫球組織，它在歐洲舉辦3個巡迴賽，包括歐洲巡迴賽、歐洲錦標賽和第二梯隊的挑戰賽，總部位於英格蘭薩里郡的溫特沃斯俱樂部。
歐洲巡迴賽的賽季通常由上年的12月開始，直到當年的11月。首4個月（至3月尾）的賽事大多在歐洲以外的地方舉行，如亞洲、非洲及美國，到歐洲天氣回暖才移師大本營。